# The Sims: Makin'Magic
The Sims: Makin'Magic (en català Els Sims: Fent Màgia) és la setena expansió que va sortir per a PC dels Sims. En aquesta expansió s'introdueix màgia al joc i permet que els Sims fagin encanteris. A més a més, introdueix un forn per coure pastissos i la fabricació de nèctar.